# Jennifer Armentrout
Jennifer Lynn Armentrout, nota anche con lo pseudonimo di J. Lynn (Martinsburg, 11 giugno 1980), è una scrittrice statunitense di libri fantasy e urban fantasy.
Il New York Times ha inserito alcuni dei suoi lavori nella lista dei Best Seller. È considerata un'autrice trasversale, in grado di mantenere contatti con case editrici indipendenti, con case editrici tradizionali e muovendosi anche all'interno del self-publishing (autoedizione) . Le sue attuali case editrici sono Spencer Hill Press, Entangled Publishing, Harlequin Teen, Disney/Hyperion e HarperCollins.

## Biografia
Nasce in West Virginia. Il suo desiderio di diventare scrittrice nasce dopo aver letto i libri di L.J.Smith, come Il Diario del Vampiro, I Diari delle Streghe, Il Gioco Proibito e molti altri. Dopo aver letto la saga del Il Gioco Proibito ed esserne rimasta profondamente colpita, decide di voler lasciare lo stesso impatto nei suoi futuri lettori.
La sua prima esperienza come scrittrice di romanzi fu durante le scuole superiori, durante una lezione di algebra. Nonostante il suo desiderio di diventare scrittrice, ha frequentato il college, laureandosi in psicologia.
In un'intervista ha ammesso che, per evitare il blocco dello scrittore, è solita alternare sia i generi (spaziando tra l'adult e lo young adult) sia i metodi di scrittura (a mano e al computer). 

## Vita Privata
Nel 2015 le è stata diagnosticata la retinite pigmentosa. Da allora cerca di sensibilizzare il pubblico ed i lettori sulla malattia, cercando di essere un punto di riferimento per i lettori che ne sono affetti.
Dal 2020 vive in una fattoria a Martingsburg, assieme al marito, due cani, sei alpaca, due gatti e cinque pecore.

## Carriera
Nonostante abbia ricevuto molti rifiuti dalle case editrici all'inizio della sua carriera, il suo primo libro è stato pubblicato nel 2011. Nel Settembre 2019 cinquantatré delle sue cinquantasette opere scritte, sono state pubblicate. La maggior parte delle sue opere young adult sono romance, fantasy e paranormali, con alcune eccezioni di genere contemporaneo e science fiction. Con lo pseudonimo J.Lynn ha pubblicato alcuni libri suspense per il pubblico adulto.
Nel 2013 i diritti per il suo libro young adult Obsidian sono stati acquistati dalla Sierra Pictures, i diritti tornarono poi all'autrice in seguito. 
Nel 2021 i diritti della serie Wicked vengono acquistati dalla piattaforma Passionflix, che pubblica il primo episodio il 21 Maggio dello stesso anno. L'autrice ha preso parte attivamente alla stesura della sceneggiatura. 
Nel 2023 viene reso noto che gli Amazon Studios stanno lavorando ad una serie tv basata sui romanzi di Sangue e Cenere (in originale: From Blood and Ash) e includerà cinque libri della saga. Il progetto è affidato a Anne Cofell Saunders. Nel 2024 viene annunciato che il progetto verrà prodotto dalla Sony Pictures Television.

## Opere

### Opere scritte sotto il nome di Jennifer L. Armentrout

#### SerieLux
- Shadows (novella, prequel di Obsidian) (6 novembre 2013)
- Obsidian (26 giugno 2013)
- Onyx (29 gennaio 2014)
- Opal (12 novembre 2014)
- Origin (11 febbraio 2015)
- Opposition (24 giugno 2015)
- Oblivion I: Obsidian attraverso gli occhi di Daemon (6 aprile 2016)
- Oblivion II: Onyx attraverso gli occhi di Daemon (6 luglio 2016)
- Oblivion III: Opal attraverso gli occhi di Daemon (26 ottobre 2016)
- Obsession (novella sull'Arum Hunter, 19 aprile 2017)

##### SerieOrigin(spin-offdella serieLux)
- The Darkest Star. Il libro di Luc (7 novembre 2018)
- The Burning Shadow. Verità nell'ombra (23 ottobre 2019)
- The Brightest Night (2020 in lingua originale)
- The Fevered Winter (ancora inedito in lingua originale)

#### SerieDark Elements
- Dolce Come Il Miele (novella prequel, 22 settembre 2014)
- Caldo Come Il Fuoco (14 aprile 2015)
- Freddo Come La Pietra (7 luglio 2015)
- Lieve Come Un Respiro (9 febbraio 2016)

##### SerieHarbinger(spin-offdella serieDark Elements)
- Tempesta e Furia (27 febbraio 2020)
- Rabbia e Rovina (8 aprile 2021)
- Grazia e Destino (18 novembre 2021)

#### SerieWicked
- Lontano da Te (28 maggio 2015)
- Ritorno da Te (2 marzo 2017)
- In Fuga da Te (4 ottobre 2018)

- The Prince (1ª novella, inedito in Italia)
- The King (2ª novella, inedito in Italia)
- The Queen (3ª e ultima novella, inedito in Italia)

#### SerieCovenant
- Ritorno al Covenant (novella, prequel di Tra Due Mondi, 22 febbraio 2017)
- Tra Due Mondi (7 luglio 2016)
- Cuore Puro (24 novembre 2016)
- Anima Divina (16 marzo 2017)
- Elisir (novella pov di Aiden, 4 agosto 2017)
- La Vendetta degli Dei (7 settembre 2017)
- The One & Only (novella, inedita in Italia)
- L'Ombra di Ares (2 novembre 2017)

##### SerieTitan(spin-offdella serieCovenant)
- Il Ritorno (12 aprile 2018)
- Il Potere (4 ottobre 2018)
- La Lotta (11 aprile 2019)
- La Profezia (17 ottobre 2019)

#### SerieDe Vincent
- Moonlight Sins (Inedito in Italia)
- Moonlight Seduction (Inedito in Italia)
- Moonlight Scandals (Inedito in Italia)

#### SerieFrigid
- Complice La Neve (4 aprile 2019)
- Amarti È Solo L'inizio (14 maggio 2020)

#### SerieBlood And Ash
- Sangue e cenere (From Blood and Ash) (24 marzo 2022)
- La Perla Rossa (The Red Pearl) (6 settembre 2022)
- Regno di carne e fuoco (A Kingdom of Flesh and Fire) (6 settembre 2022)
- La corona di ossa (The Crown of Gilded Bones) (31 gennaio 2023)
- La guerra delle due regine (The War of Two Queens) (29 agosto 2023)
- Anima di cenere e sangue (A Soul of Ash and Blood) (25 giugno 2024), From Blood and Ash dal punto di vista di Hawke
- Visions of Flesh and Blood: A Blood and Ash/Flesh and Fire Compendium (inedito in Italia)
- The Primal of Blood and Bone (20 Ottobre 2025)
- The Throne of Blood and Ash (Primavera 2026)

##### Serie Flesh and Fire (prequel della serie Blood and Ash)
- Un’ombra fra le braci (A Shadow in the Ember) (9 maggio 2023)
- Una luce nella fiamma (A Light In The Flame) (26 marzo 2024)
- Un Fuoco nella carne (A Fire in the Flesh) (14 Gennaio 2025)
- Nata da sangue e cenere (Born of Blood and Ash) (16 giugno 2025) vol.1
- Nata da sangue e cenere (Born of Blood and Ash) (1 luglio 2025) vol.2

#### Serie Awakening
- Fall Of Ruin And Wrath - Nata Dalle Stelle (28 novembre 2023)

### Opere scritte sotto il nome di J. Lynn

#### SerieWait For You
- Ti Aspettavo (16 gennaio 2014)
- Ti Fidi di Me? (10 luglio 2014)
- Stai Qui Con Me (30 ottobre 2014)
- La Proposta
- Believe in me
- È Per Sempre (12 gennaio 2015)
- Rimani Con Me (12 febbraio 2015)
- Torna Con Me (10 settembre 2015)
- Dream of you (inedito in Italia)
- Per Sempre Con Me (3 marzo 2016)
- Sei Tutto Per Me (6 luglio 2017)

#### SerieGamble Brothers
- Tempting the Best Man (inedito in Italia)
- Tempting the Player (inedito in Italia)
- Tempting the Bodyguard (inedito in Italia)

### Libri singoli
- Don't Look Back (inedito in Italia)
- Cursed (inedito in Italia)
- The Dead List (inedito in Italia)
- Unchained: Nephilim Rising (inedito in Italia)
- Il Problema è Che Ti Amo (The Problem with Forever) (7 luglio 2016)
- Per Sempre Mia (Till Death) (25 gennaio 2018)
- Tra Ieri e Domani (If There's No Tomorrow) (18 febbraio 2021)